# رادرفوردیم-۲۵۴
رادرفوردیم-۲۵۴ یکی از ناپایدارترین ایزوتوپ‌های رادرفوردیم است که نیمه‌عمری معادل ۲۳ نانو ثانیه دارد و با شکافت خود به خودی و واپاشی آلفا تجزیه می‌شود.
از آنجایی که این ایزوتوپ به شدت ناپایدار است، اطلاعات کمی تا به امروز در دست است ولی اخیراً مشخص شده که نوبلیم-۲۵۰ از محصولات واپاشی این ایزوتوپ است.